# フェリペ・アベナッティ
フェリペ・ニコラス・アベナッティ・ドビジャビチウス（Felipe Nicolás Avenatti Dovillabichus, 1993年4月26日 - ）は、ウルグアイ・モンテビデオ県モンテビデオ出身のサッカー選手。CAペニャロール所属。ポジションはFW。

## クラブ経歴
2012年にリーベル・プレート・モンテビデオのトップチームに昇格。2012-13シーズンに29試合11ゴールを記録。2013年8月にセリエBのテルナーナ・カルチョと契約。4年間で29ゴールを決めるもセリエA昇格までには至らず、2016-17シーズン終了後に契約満了となった。
2017年8月29日、スポルティボ・ルケーニョと契約後即ボローニャFCへのローン移籍が決定。2017-18シーズンは11試合ノーゴールに終わったが、シーズン終了後に完全移籍が決まったものの、身体上の問題が発覚し、12月まで選手登録が出来ず、2019年1月にKVコルトレイクへのローン移籍が決定。2018-19シーズンは途中加入ながら21試合で8ゴールを決めた。
2019年7月10日、スタンダール・リエージュと契約。2020年8月30日のKベールスホットVA戦では、鈴木武蔵のデビュー戦で先制ゴールを決め、敵地で3-0の勝利に貢献した。
2022年8月18日、コルトレイクに復帰し、2年契約を結んだ。

## 代表歴
2013年にトルコで開催された2013 FIFA U-20ワールドカップに、U-20のウルグアイ代表で出場。準々決勝のスペイン戦でゴールを決め、1-0の勝利に導く。決勝戦まで勝ち上がり、フランスに敗れたものの、準優勝に輝いた。

## 人物
- 父はイタリア系移民で、母はリトアニア出身。
- KVコルトレイク在籍時、当時シント＝トロイデンVVに所属していた冨安健洋と対戦。富安について好印象を持っていたという。その後富安はボローニャFCへとステップアップを果たした[4]。